# Аванесов, Сергей Сергеевич
Серге́й Сергее́вич Аване́сов (род. 19 декабря 1963) — российский философ, религиовед, педагог, переводчик, прозаик и поэт. Доктор философских наук, профессор.

## Биография
Родился 19 декабря 1963 года в г. Искитим Новосибирской области.
В 1986 году окончил исторический факультет Томского государственного университета по специальности «история» с присвоением квалификации «историк, преподаватель истории и обществоведения». В 1994 году окончил аспирантуру философского факультета Томского государственного университета. 7 июня 1994 года под научным руководством доктора философских наук, профессора М. П. Завьяловой защитил диссертацию на соискание учёной степени кандидата философских наук по теме «Самоубийство как философская проблема» (направление 09.00.11 Социальная философия). В 1997 — 2000 годах учился в докторантуре философского факультета Томского государственного университета. 26 декабря 2000 года защитил диссертацию на соискание учёной степени доктора философских наук по теме «Основания философской суицидологии». (специальность 09.00.01 Онтология и теория познания). Научный консультант — доктор философских наук, профессор М. П. Завьялова.
Преподавал историю в Томском политехническом институте и философию в Томском государственном университете систем управления и радиоэлектроники. С 1 июля 2001 года являлся профессором кафедры онтологии, теории познания и социальной философии Томского государственного университета. С 1 июля 2005 по январь 2012 года являлся деканом философского факультета Томского государственного университета. Был профессором кафедры истории России историко-филологического факультета, а также профессором и заведующим кафедрой философской и педагогической антропологии Томского государственного педагогического университета. С 2018 года — заведующий кафедрой теологии Гуманитарного института Новгородского государственного университета имени Ярослава Мудрого
С 1998 года — ответственный секретарь редакции серии «Философия» журнала «Вестник Томского государственного университета».
С 2004 года заместитель председателя диссертационного совета Д 212.267.17, член диссертационного совета Д 212.267.01 при Томском государственном университете.
В 2004—2005 годах — председатель методической комиссии философского факультета Томского государственного университета.

## Научная деятельность
В область научных интересов С. С. Аванесова входят: философия религии, философия культуры, религиоведение, теология, нормативная онтология, аксиология, религиозно-философская антропология, визуальная антропология, визуальная семиотика, суицидология.
Грант Президента РФ для поддержки исследований молодых учёных — докторов наук № МД-274.2003.06 «Аксиологические параметры человеческого бытия» (2003—2004).
Является автором около 200 научных и методических работ по вопросам религиоведения, философии религии, философской антропологии, аксиологии и суицидологи.
Партнёр Центра синергийной антропологии НИУ ВШЭ:
- в 2007—2008 годах принимал участие в организации лекций по синергийной антропологии в ТГУ;
- в 2009 году был членом Организационного комитета Конференции по синергийной антропологии;
- в 2010 году был лектором Летней философской школы на базе Института экономики управления и права в Казани;
- в 2007—2011 годах — участник межрегионального Антропологического семинара-практикума в Новосибирске;
- автор и участник издательских проектов ЦСА.

## Членство в редакционных советах научных журналов
- ΠΡΑΞΗΜΑ. Проблемы визуальной семиотики (главный редактор)
- Вестник Новосибирского государственного университета
- ΣΧΟΛΗ. Философское антиковедение и классическая традиция
- Философское образование
- Томский журнал лингвистических и антропологических исследований
- «Человек. RU», Новосибирск
- Central European Journal of Media Creativity, Management and Law, (Трнава, Словакия)

## Преподавательская деятельность
В ТГПУ (основное место работы) читает курсы лекций по направлению «Религиоведение»:
- антропология религии
- философии религии
- философские проблемы религиоведения.

С 1994 года преподает на философском факультете Томского государственного университета, где читает курсы лекций:
- философия религии
- религиоведение
- история восточной философии (1997—1998)
- философская теория ценностей

а также специальные курсы:
- элементарное введение в буддийскую философию (1994—1997)
- философская танатология (с 2000)
- персонализм (с 2005)
- факультатив по теологии[2].

## Общественная деятельность
Руководитель расположенного в районе поселка Калтай летнего Детского оздоровительного лагеря (ДООЛ) с православным уклоном «Скиния», находящегося под патронажем томского храма Святаго Благоверного Александра Невского.
Член правления Томского регионального отделения ООФ «Российский детский фонд».
С 2006 года член Общественной палаты Томской области как руководитель Томского регионального православного общественного фонда «Фавор».
В 2008 году был избран делегатом от мирян от Томской епархии на Поместный собор Русской Православной Церкви.
Принимал участие в судебном процессе над «Бхагавад-гитой как она есть».

## Награды и отличия
- Лауреат конкурса в сфере образования и науки Томской областной администрации (1997)[2].
- Медаль «За заслуги перед Томским государственным университетом» (2003)[2].
- Диплом Международной образовательной выставки «УЧСИБ» (Новосибирск, Сибирская ярмарка, 2005)[2].
- Лауреат конкурсов грантов Президента РФ 2003—2005 гг[2].

## Литературное творчество

### Поэзия
- Молчанье — только междуречье // Каменный мост: Литературно-художественный альманах. Томск, 2005. С. 41-49.
- «Цель целования — целость…», «Железо», «Отечество в дыму срамных десятилетий…» // журнал «Начало века». — № 2. — 2008. — С. 100—102.
- A∑KHTHPION. Студия личного роста: избранные стихотворения. — Томск: Издательство Томского университета[1] , 2009.— 125 с.

### Проза (рассказы)
- Отказ. Отмена // Каменный мост: Литературно-художественный альманах. Томск, 2007. С. 346—351.

## Научные труды

### Диссертации
- Самоубийство как философская проблема: Автореферат диссертации на соискание учёной степени кандидата философских наук. — Томск, 1994. — 17 с.
- Основания философской суицидологии: Автореферат диссертации на соискание учёной степени доктора философских наук. — Томск, 2000. — 41 с.

### Монографии
- Аванесов С. С. Введение в философскую суицидологию. — Томск: ТГУ, 2000. — 122 с. — ISBN 5-7511-1167-2.
- Аванесов С. С. Вольная смерть. Часть 1: Основания философской суицидологии. — Томск: ТГУ, 2003. — 396 с. — ISBN 5-94621-067-X. (недоступная ссылка)
- Аванесов С. С. Теологическая сутра. — СПб.: ВВМ, 2010. — 120 с.
- Аванесов С. С. Вольная смерть. Основания философской суицидологии. — 2-е изд.. — Saarbrücken: Lambert Academic Publishing, 2011. — 354 с.
- Аванесов С. С. Введение в философию религии: Опыт систематизации философских концепций религии. — Saarbrücken: Lambert Academic Publishing, 2012. — 252 с.
- Аванесов С. С. Нормативная онтология: петербургские доклады. — Томск: Изд-во Томского гос. педагогического ун-та, 2013. — 94 с. — (Философская библиотека ТГПУ). — ISBN 978-5-89428-677-8.
- Аванесов С. С. Человек в норме. — Новосибирск: Офсет-ТМ, 2016. — 352 с. — ISBN 978-5-85957-132-1.

### Учебные пособия
- Аванесов С. С. Философия религии: Курс лекций. — Томск: ТГУ, 2003. — 194 с. (недоступная ссылка)
- Философская суицидология. Курс лекций (недоступная ссылка)
- Аванесов С. С. Философия религии: учебное пособие для студентов, обучающихся по направлению "Религиоведение". — 2-е изд., доп.. — Томск: Изд-во ТГПУ, 2013. — 211 с. — ISBN 978-5-89428-655-6.

### Статьи
на русском языке
- Аванесов С. С. Самоубийство и опыт метафизического одиночества // Фигуры танатоса: Философские размышления на тему смерти. — СПб., 1992. — С. 152—164.
- Аванесов С. С. Самоубийство: свобода или грех? // Проблема духовности человека в раскрывающихся горизонтах отечественной философии. — Челябинск, 1993. — С. 87—91.
- Аванесов С. С. Метафизические основания буддийской морали // Проблемы исследования знания и культуры. — Томск, 1994. — С. 77—81. (Деп. ИНИОН, № 49527 от 28 июня 1994 г.)
- Аванесов С. С. К вопросу о содержании и статусе символического богословия // XX век и философия. — М., 1994. — С. 120—121.
- Аванесов С. С. Символическое богословие в русском Православии // Православие. Общество. Культура. — Омск, 1995. — С. 3—6.
- Аванесов С. С. Самоубийство и святость (блаженный Августин и святой Иоанн Златоуст в их заочной полемике о «святых самоубийцах») // Духовная и светская культура как фактор социального развития региона. — Кемерово, 1996. — С. 112—115.
- Аванесов С. С. О главных принципах религиозного познания // Методология науки: человеческие измерения и дегуманизирующие факторы научного познания. — Томск, 1996. — С. 13—16.
- Аванесов С. С. Высшее образование как присутствие духа // Современные образовательные стратегии и духовное развитие личности. Часть 1. — Томск, 1996. — С. 83—84.
- Аванесов С. С. Основные характеристики тоталитарной секты // Тоталитаризм и тоталитарное сознание Томск. — Томск, 1996. — С. 20—22.
- Аванесов С. С. О двух типах культуры // Дефиниции культуры. — Томск, 1996. — Вып. 2. — С. 160—163.
- Аванесов С. С. Значение символов в богословии // Культура России: смысл, символы, ценности: Учебное пособие для студентов средних и высших учебных заведений. — Томск: ТГУ, 1996. — С. 84—94.
- Аванесов С. С. Цель и принципы философии религии // Первый Российский Философский конгресс «Человек философия гуманизм». — 1997. — Т. 5, № СПб.. — С. 299—301.
- Аванесов С. С. К вопросу о психологическом аспекте суицида // Психологический универсум образования человека ноэтического: Материалы международного симпозиума. — Томск: ТГУ, 1998. — С. 13—16.
- Аванесов С. С. К вопросу о религиозном характере образования // Теоретические и методические аспекты освоения гуманитарного знания в школе. — Барнаул, 1998. — С. 11—12.
- Аванесов С. С. Культура и самоубийство // Дефиниции культуры. — Томск, 1998. — Вып. 3. — С. 20—21.
- Аванесов С. С. Наука как магия // Методология науки. — Томск, 1998. — Вып. 3. — С. 11—13.
- Аванесов С. С. Посмертная участь самоубийц: православная агиография и «Божественная комедия» Данте // Православие и Россия: прошлое, настоящее, будущее. — Томск, 1998. — С. 27—32.
- Аванесов С. С. Религиозное измерение научного познания и научно-познавательные горизонты религии // Экология человека: духовное здоровье и реализация творческого потенциала личности. — Новосибирск, 1998. — С. 389—394.
- Аванесов С. С. Религия. Миф. Тоталитарное сознание // Тоталитаризм и тоталитарное сознание. — Томск, 1998. — Вып. 2. — С. 3—17.
- Аванесов С. С. Синергийная антропология // Самоорганизация природных, техногенных и социальных систем: междисциплинарный синтез фундаментальных и прикладных исследований. — Алма-Ата, 1998. — С. 131—132.
- Аванесов С. С. Суицид в свете христианской антропологии // Религия, человек, общество. Часть 2. — Курган, 1998. — С. 4—5.
- Аванесов С. С. «...Должно жить!» // Вестник ТГУ. — 1999. — Вып. 267. — С. 8—14.
- Аванесов С. С. Самоубийство в примитивной культуре // Дефиниции культуры. — Томск, 1999. — Вып. 4. — С. 16—19.
- Аванесов С. С. Самоубийство в свете православной психологии страстей // Психологический универсум образования человека ноэтического. — Томск: Водолей, 1999. — С. 263—270.
- Аванесов С. С. Философское и научное познание религии // Здоровье нации: образование и духовность. — М.Новосибирск, 1999. — С. 40—51.
- Аванесов С. С., Суровцев В. А. О пантеистических мотивах в философии раннего Витгенштейна // Г.Г.Шпет / Comprehensio. Третьи Шпетовские чтения. — Томск, 1999. — С. 93—95.
- Аванесов С. С. Тема самоубийства в творчестве Ф.М. Достоевского // Православие и Россия: канун третьего тысячелетия. — Томск, 2000. — С. 23—24.
- Аванесов С. С. Культурфилософские основания суицидологии (недоступная ссылка — история) // Культура как способ бытия человека в мире. — Томск, 2000. — С. 61—63.
- Аванесов С. С. Основные параметры синергийной антропологии // Концепция философии образования и современная антропология. — Новосибирск, 2001. — Т. 2. — С. 63—73.
- Аванесов С. С. Человек как онтологическая проблема (недоступная ссылка — история) // Молодёжь. Культура. Духовность: Материалы Международного симпозиума 27-28 марта 2002 г. (г. Новосибирск). — Томск; Новосибирск: ЦНТИ, 2002. — С. 3—17.
- Аванесов С. С. Христианство: ресурсы толерантности // Образы толерантного мышления. — Кемерово, 2002. — Т. 1. — С. 70—72.
- Аванесов С. С. Личность: открытость к своему иному (недоступная ссылка — история) // Религия в изменяющейся России. — Пермь, 2002. — Т. 1. — С. 121—122.
- Аванесов С. С. Ислам как монотеистическая религия // Ислам в культурном ландшафте России: история и современность. — Томск, 2002. — С. 5—8.
- Аванесов С. С. Принципы исследования религиозной толерантности // Социальный порядок и толерантность. Часть 1. — Краснодар, 2002. — С. 3—5.
- Аванесов С. С. Христианство как программа переоценки ценностей (недоступная ссылка — история) // Исторические корни российской ментальности. — Томск, 2002. — С. 293—295.
- Аванесов С. С. О взаимной дополнительности апофатического и катафатического методов в теологии (недоступная ссылка — история) // Методология науки. — Томск, 2002. — Вып. 5. — С. 59—64.
- Аванесов С. С. Монотеизм и христианство // Человек – культура – общество. Актуальные проблемы философских, политологических и религиоведческих исследований. — М., 2002. — Т. 3. — С. 4—5.
- Аванесов С. С. Некоторые размышления и рекомендации по поводу результатов экспертизы экспериментального тестирования по обществознанию в рамках эксперимента по системе 12-летнего образования // Методические рекомендации по формированию содержания и организации образовательного процесса на 2003-2004 учебный год. — Томск: Дельтаплан, 2003. — С. 92—97.
- Аванесов С. С. Amor mortis (Диалектика вольной смерти в творчестве Ф.М. Достоевского) (недоступная ссылка — история) // Вестник ТГУ. — 2003. — № 277. — С. 37—49. (копия статьи)
- Аванесов С. С. Мир как арена самоубийства: мир – могила и мир – дом // Третьи Петербургские Кареевские чтения по новистике: Становление мира как «общего дома» человечества: динамика, этапы, перспективы (XV-XXI вв.). — СПб., 2003. — С. 122—127.
- Аванесов С. С. Религиозная толерантность христианства // Тоталитаризм и тоталитарное сознание. — Томск, 2004. — Вып. 5. — С. 10—12.
- Аванесов С. С. О религиозной толерантности христианства (недоступная ссылка — история) // Православие и развитие российской духовной культуры в Сибири. — Томск, 2004. — Т. 1. — С. 6—11.
- Аванесов С. С. К истокам философского учения о ценности: аксиология стоицизма (недоступная ссылка — история) // Вестник ТГУ. — 2004. — № 282. — С. 30—35.(копия статьи)
- Аванесов С. С. Аксиологические основания образования (недоступная ссылка — история) // Философия образования. — 2004. — № 9. — С. 134—137.
- Аванесов С. С.  / Под общ. ред. докт. филос. наук Ю.В. Петрова. — Томск: Изд-во НТЛ, 2004. — С. 18—22. — 400 с. — («Монографии»; вып. 7). — ISBN 5-89503-231-1.
- Аванесов С. С. Атомизация и власть (недоступная ссылка — история) // Вызовы времени и православные традиции. — Томск, 2005. — С. 270—274.
- Аванесов С. С. К истокам философского учения о ценности: аксиология стоицизма (понятия о добродетели и о надлежащем) (недоступная ссылка — история) // Вестник ТГУ. — 2005. — № 287. — С. 5—8.
- Аванесов С. С. Церковь и этничность (недоступная ссылка — история) // Вера – диалог – общение: Проблемы диалога в Церкви и обществе. — М.: Свято-Филаретовский православно-христианский институт, 2005. — С. 198—205.
- Аванесов С. С. Аксиология архаической культуры // Первый Российский культурологический конгресс. — СПб.: Эйдос, 2006. — С. 236—237.
- Аванесов С. С. Аксиология научного познания (недоступная ссылка — история) // Труды Томского государственного университета. — Томск: Изд-во ТГУ, 2006. — Т. 268: Всероссийский семинар молодых учёных им. П. В. Копнина. Сессия 2. — С. 9—14.
- Аванесов С. С. Иуда Писания и Иуда литературы: от предательства к самоубийству (недоступная ссылка — история) // Филология и философия в современном культурном пространстве: проблемы взаимодействия. — Томск: Изд-во Томского ун-та, 2006. — С. 279—304.
- Аванесов С. С. О бесцельности нравственного действия (Кант и Шопенгауэр) (недоступная ссылка — история) // Вестник НГУ. Серия: Философия. — 2006. — Т. 4, вып. 2. — С. 142—146.
- Аванесов С. С. Нормативная онтология (недоступная ссылка — история) // Парадигма: Очерки философии и теории культуры. — СПб.: Изд-во С.-Петербургского университета, 2006. — Вып. 6. — С. 24–33.
- Аванесов С. С., Аванесова С. Г. Социальный аспект религиозной практики (недоступная ссылка — история) // Вестник ТГУ. — 2007. — № 295. — С. 85–86.
- Аванесов С. С. Философия в системе высшего образования // Вестник ТГУ. — 2007. — № 1. — С. 94–96.
- Аванесов С. С. Ценности архаической культуры в поэмах Гомера // Дефиниции культуры. — Томск: ТГУ, 2007. — Вып. VII. — С. 11–23.
- Аванесов С. С. с соавторами. Томская епархия Русской Православной Церкви // Томская область: народы, культуры, конфессии. Энциклопедия. Раздел 4: Ре-лигиозная жизнь. — Томск: ТГУ, 2007. — С. 346–352.
- Аванесов С. С. К понятию онтологической динамики // Современная онтология II: Материалы международной научной конференции «Бытие как центральная проблема онтологии». — СПб.: Изд-во С.-Петербургского университета, 2007. — С. 49–53.
- Аванесов С. С. Анатолий Константинович Сухотин и философский факультет ТГУ // Вестник Томского государственного университета. Философия. Социология. Политология. — 2007. — № 1. — С. 5—7.
- Аванесов С. С. Эмпедокл: божественность и самоубийство // ΣΧΟΛΗ. Философское антиковедение и классическая традиция. — Новосибирск: НГУ, 2007. — С. 148—171.
- Аванесов С. С. Личность как синергийная конституция // Философские науки. — 2008. — № 2. — С. 32—46.
- Аванесов С. С. Горгий Платона: опыт аксиологического комментария // ΣΧΟΛΗ. Философское антиковедение и классическая традиция : журнал. — 2008. — Т. 2, вып. 2. — С. 181—194.
- Аванесов С. С. Статус истины в религиозном мировоззрении // Труды Томского государственного университета.. — Томск: ТГУ, 2008. — Т. 270: Проблема истины в философии и науке, вып. 2. — С. 7—10.
- Аванесов С. С. Философский анализ источника религии: политическая гипотеза // Учёные записки Западно-Сибирского филиала Российской академии правосудия. — Томск, 2008. — Вып. 2. — С. 398—410.
- Аванесов С. С. Антропологический контекст научного знания // Философия науки и инновационные технологии в науке и образовании. — Томск: НТЛ, 2008. — С. 5—8.
- Аванесов С. С. Аксиология С. Л. Франка // Философское наследие С. Л. Франка и современность. — Саратов: Наука, 2008. — С. 35—46.
- Аванесов С. С. Аксиология архаической культуры // Фундаментальные проблемы культурологии. — СПб.: Алетейя, 2008. — Т. II: Историческая культурология. — С. 32—43.
- Аванесов С. С. Ислам: теология и культура // Духовные ценности ислама и образование: историко-культурная традиция и современность. — Томск: ТГУ, 2008. — С. 144—147.
- Аванесов С. С. Ценность и перспектива // Вестник Томского государственного университета. Философия. Социология. Политология : журнал. — Томск, 2008. — № 1(2). — С. 34—37.
- Аванесов С. С. И жертвы, и палачи (абсурд и самоубийство) // Парадигма: Философско-культурологический альманах. — СПб.: СПбГУ, 2008. — Вып. 10. — С. 94—108.
- Аванесов С. С. Самореализация и самосозидание // 1. Самореализация и самосозидание. — 2009. — № 2(6). — С. 133—135.
- Аванесов С. С. Самореализация и самосознание // Человек.RU. — 2009. — № 5. — С. 125—129.
- Аванесов С. С. «Автономный» субъект и технологии власти // Конструирование человека. — Томск: ТГПУ, 2009. — С. 5—8.
- Аванесов С. С. Бытийное взаимодействие в синергийной антропологии // Современная онтология. III: Категория взаимодействия. — СПб.: СПбГУ, 2009. — Т. 2. — С. 396—403.
- Аванесов С. С. К проблеме типологии религий // V Российский философский конгресс «Наука. Философия. Общество» : Материалы. — Новосибирск, 2009. — Т. 2. — С. 155.
- Аванесов С. С. Мужское и человеческое // Мужское и мужественное в современной культуре. — СПб.: СПбГУ, 2009. — С. 5—6.
- Аванесов С. С., Петрова Г. И. Право на жизнь и обязанность жить: Материалы «круглого стола» // Вестник Томского государственного университета. Философия. Социология. Политология : журнал. — Томск, 2009. — № 3(7). — С. 96—107.
- Аванесов С. С. Философский анализ источника религии: теория страха // Учёные записки Западно-Сибирского филиала Российской академии правосудия. — Томск, 2009. — Вып. 3. — С. 156—166.
- Аванесов С. С. Антропологическое измерение библейской теологии // Сибирь на перекрестье мировых религий. — Новосибирск: НГУ, 2009. — С. 20—23.
- Аванесов С. С. Церковь как синергийный социум: этнический аспект // Новые методы в решении фундаментальных проблем социальной философии: синергийная антропология. Материалы Всероссийской конференции. 19-20 ноября 2009 г.. — Казань: Познание, 2009. — С. 173—178.
- Аванесов С. С. Нормативность культуры // Дефиниции культуры. — Томск: ТГУ, 2009. — Вып. VIII. — С. 12—15.
- Аванесов С. С. Самореализация и самосознание // Альманах "Человек. RU". — Новосибирск, 2009. — № 5. — С. 125—129.
- Аванесов С. С. Аксиологические мотивы в поэмах Гомера // ΣΧΟΛΗ. Философское антиковедение и классическая традиция. — Новосибирск: НГУ, 2010. — Т. 4, № 2. — С. 260—290.
- Аванесов С. С. Синергийный характер теологического знания // Системы и модели: границы интерпретаций : Сборник трудов III Всероссийской научной конференции. — Томск: ТГПУ, 2010. — № 6. — С. 8—11.
- Аванесов С. С. Любовь как синергийная стратегия // Человек. RU : Альманах. — Новосибирск, 2010. — № 6. — С. 87—94. Архивировано 6 сентября 2012 года.
- Аванесов С. С., Петрова Г. И. «Что такое жизнь?» (философские, биологические, геологические и историко-культурные контексты): Материалы «круглого стола» // Вестник Томского государственного университета. Философия. Социология. Политология. — 2010. — № 4(12). — С. 146—166.
- Аванесов С. С. Проблема и тайна // Вестник Томского государственного университета. Философия. Социология. Политология. — 2010. — № 2(10). — С. 7—11.
- Аванесов С. С., Петрова Г. И. Вторые студенческие антропологические чтения // Вестник Томского государственного педагогического университета. Философия. Социология. Политология. — 2010. — № 2(10). — С. 160—161.
- Аванесов С. С. Статус тела в христианском антропологическом дискурсе // Третий Российский культурологический конгресс с международным участием «Креативность в пространстве традиции и инновации» : Тезисы докладов. — СПб.: Эйдос, 2010. — С. 234.
- Аванесов С. С. Круглый стол «Роль философии в современном мире» // Идеи и идеалы. — 2010. — С. 49—50.
- Аванесов С. С. Ислам в контексте межкультурной коммуникации // Вестник Томского государственного университета. Философия. Социология. Политология. — Томск, 2010. — Вып. 4. — С. 62—74.
- Аванесов С. С. Теория анимизма // Учёные записки Западно-Сибирского филиала Российской академии правосудия. — Томск, 2010. — Вып. 4. — С. 216—227.
- Аванесов С. С. Аксиологические мотивы в поэмах Гомера // ΣΧΟΛΗ: Философское антиковедение и классическая традиция : журнал. — Новосибирск: НГУ, 2010. — Т. 4, вып. 2. — С. 260—290. — ISSN 1995-4328.
- Аванесов С. С. Вклад Максима Грека в формирование отечественной религиозно-философской антропологии // Эллинизм: культура, традиции и язык в российской государственности и в социуме Сибири. — Томск: ТГУ, 2010. — С. 131—142.
- Аванесов С. С. Обманывать и притворяться («игровое» начало современной культуры) // Игровые практики культуры. — СПб.: СПбГУ, 2010. — С. 5–7.
- Аванесов С. С. О «бытии самом по себе» // Современная онтология. IV. Проблема метода. — СПб., 2010. — С. 16–21.
- Аванесов С. С. Статус тела в христианском антропологическом дискурсе // Православные традиции и учительное служение : Материалы XIX и ХХ Духовно-исторических чтений в честь святых равноапостольных Кирилла и Мефодия. — Томск, 2010. — Т. 1. — С. 269–273.
- Аванесов С. С. Тело, одежда, власть // Конструирование человека. — Томск: ТГПУ, 2011. — Т. 1. — С. 3—6.
- Аванесов С. С. Нравственная определённость субъективности: существование как ответственность // Наука философии и современность. — Москва, Краснодар, 2011. — С. 19—22.
- Аванесов С. С. Смех и самоубийство // Демичевские чтения. — СПб.: Институт бизнеса и политики, 2011. — С. 36–51.
- Аванесов С. С. Статус тела в христианском антропологическом дискурсе // Парадигма : Философско-культурологический альманах. — СПб., 2011. — Вып. 17. — С. 73–83.
- Аванесов С. С. Онтология целого и сверх-целого // Труды научно-образовательного центра «Экономико-гуманитарные техно-логии в научно-технической области». — СПб.: СПбНИУ ИТМО, 2011. — Т. 2 Онтологические исследования, вып. 1. — С. 3–12.
- Аванесов С. С. Моральный ригоризм Канта и «право на ложь» // О праве лгать. — Москва: РОССПЭН, 2011. — С. 262–270.
- Аванесов С. С. Ценность и философия // Сибирский философский семинар «Интеллектуальные ценности в современной России: Философия. Наука. Инновации». — Новосибирск: НГУ, 2011. — Вып. 2. — С. 134—138.
- Аванесов С. С. Статус философии в системе университетского образования // Философское образование : Вестник Ассоциации философских факультетов и отделений. — М, СПб: Альфа М, 2011. — Вып. 2. — С. 94—99.
- Аванесов С. С. Суицид и радикальное самоопределение субъекта у Дэвида Юма // Дэвид Юм и современная философия. — М.: Альфа М, 2011. — Т. 6 Социальная теория, политика, история, экономика. — С. 49—53.
- Аванесов С. С. Забота о внешнем // Человек. RU : Альманах. — 2011. — № 7. — С. 54—69. Архивировано 5 сентября 2012 года.
- Аванесов С. С. Религия и социальный идеал // Проблемы национальной безопасности России: уроки истории и вызовы современности. — Краснодар: Традиция, 2012. — Вып. 1. — С. 9—10.
- Аванесов С. С. Происхождение и значение термина «теология» // Труды Томской духовной семинарии. — Томск: Томская духовная семинария, 2012. — Вып. 1. — С. 96—124.
- Аванесов С. С., Спешилова Е. И. Антропология игры (недоступная ссылка — история) // Вестник Томского государственного педагогического университета. — Томск: ТГПУ, 2012. — № 4(119). — С. 208–213. — ISSN 1609-624X.
- Аванесов С. С. К вопросу о персоналистическом характере мистики в православно-христианском религиозном опыте // Человек.RU. — 2012. — № 8. — С. 112—120. Архивировано 21 июня 2013 года.
- Аванесов С. С. Аксиологические мотивы в поэмах Гомера (2) // ΣΧΟΛΗ: Философское антиковедение и классическая традиция : журнал. — Новосибирск: РИЦ НГУ, 2012. — Т. 6, вып. 2. — С. 283—305. — ISSN 1995-4328.
- Аванесов С. С. Суицид и радикальное самоопределение субъекта у Дэвида Юма // Этическая мысль. — М.: ИФ РАН, 2012. — Вып. 12. — С. 259—273.
- Аванесов С. С. Онтология как недоверие наличному // Труды научно-образовательного центра «Экономико-гуманитарные техноло-гии в научно-технической области». — СПб.: НИУ ИТМО, 2012. — Т. 3. — С. 103—106.
- Аванесов С. С. Суицид: уверенность и смысл // Парадигма : Философско-культурологический альманах. — СПб.: СПбГУ, 2012. — Вып. 19. — С. 43—48.
- Аванесов С. С. Мистический аспект православно-христианского религиозного опыта // Идеи и идеалы. — 2012. — Т. 1, № 4(14). — С. 756—83. Архивировано 6 августа 2017 года.
- Аванесов С. С., Хвастунова Ю. В. К вопросу о типологических характеристиках религиозных групп и сообществ в Республике Алтай // Вестник Томского государственного университета. Философия, социология, политология : журнал. — Томск: ТГУ, 2012. — № 364. — С. 26—28. — ISSN 1561-7793.
- Аванесов С. С. Термин αξία в Гиппархе // ΣΧΟΛΗ: Философское антиковедение и классическая традиция : журнал. — Новосибирск: НГУ, 2013. — Т. 7, вып. 2. — С. 312—317.
- Аванесов С. С. Стоическая философия человеческого удела: пантеизм и самоубийство (недоступная ссылка — история) // Вестник Томского государственного педагогического университета : журнал. — Томск: ТГПУ, 2013. — № 5(133). — С. 9—16. — ISSN 1609-624X.
- Аванесов С. С. Оптическое и онтическое // Общество знания: философия, управление, образование : Материалы III Сибирского философского семинара. — Томск: ТГУ, 2013. — С. 289—293.
- Аванесов С. С. Визуальная антропология как исследовательская дисциплина (недоступная ссылка — история) // Томский журнал лингвистических и антропологических исследований : журнал. — Томск: ТГПУ, 2013. — № 1(1). — С. 68—74. — ISSN 2307-6119.
- Аванесов С. С. Оптические коннотации в ранней философской онтологии // Вестник Томского государственного университета. Философия, социология, политология : журнал. — Томск: ТГУ, 2013. — № 373. — С. 56—59. — ISSN 1561-7793.
- Аванесов С. С. Аллегорическое и буквальное в герменевтике сакрального текста // Вестник Томского государственного университета. Филология : журнал. — Томск: ТГУ, 2013. — № 5(25). — С. 55—60. — ISSN 1998-6645.
- Аванесов С. С. Сакральная архитектура как средство визуальной коммуникации // Вестник Томского государственного университета. Культурология и искусствоведение : журнал. — Томск: ТГУ, 2013. — № 4(12). — С. 153—157. — ISSN 2222-0836.
- Аванесов С. С. «Визуальный поворот» и антропологическая реальность // Человек. Коммуникация. Культура. : Материалы конференции. — СПб.: Книжный дом, 2013. — С. 85—89.
- Аванесов С. С. Значение термина «теология» в христианстве // Труды Томской духовной семинарии. — 2013. — Вып. 2. — С. 132—152.
- Аванесов С. С. Визуальная антропология: образ, субъект и коммуникация // Вестник Томского государственного университета. — Философия. Социология. Политология. — ТГПУ, 2013. — Вып. 2. — С. 229—235. — ISSN 1609-624X.
- Аванесов С. С. Оптические коннотации в ранней философской онтологии // Вестник Томского государственного университета. — Философия. Социология. Политология. — 2013. — № 373. — С. 56—59.
- Аванесов С. С. Нормативная онтология // Личность и культура. — СПб.: ЗАО «Гуманитарный фонд», 2014. — № 1. — С. 76—80. — ISSN 2308-9288.
- Аванесов С. С. Теология как антропология // Метапарадигма. — СПб.: НП-Принт, 2014. — Вып. 2/3. — С. 120—124. — ISBN 978-5-905942-58-7.
- Аванесов С. С. «Лисид»: опыт аксиологического комментария // ΣΧΟΛΗ: Философское антиковедение и классическая традиция : журнал. — Новосибирск: НГУ, 2014. — Т. 8, вып. 2. — С. 537—544. — ISSN 1995-4328.
- Аванесов С. С. Автономия воли: Кант и Шопенгауэр о бесцельности нравственного действия // Этическая мысль. — Москва: ИФ РАН, 2014. — Т. 8, вып. 2. — С. 537—544. — ISSN 2074-4870.
- Аванесов С. С. Что можно называть визуальной семиотикой? // ΠΡΑΞΗΜΑ. Проблемы визуальной семиотики : журнал. — Томск, 2014. — № 1. — С. 97—99. — ISSN 2312-7899.
- Аванесов С. С. Томск как видимое // ΠΡΑΞΗΜΑ. Проблемы визуальной семиотики : журнал. — Томск, 2014. — № 1. — С. 10—22. — ISSN 2312-7899.
- Аванесов С. С. Религиозная архитектура: визуально-семиотические аспекты (недоступная ссылка — история) // Вестник Томского государственного педагогического университета : журнал. — Томск, 2014. — № 7. — С. 59—64. — ISSN 1609-624X.
- Аванесов С. С. Визуальность и коммуникация // ΠΡΑΞΗΜΑ. Проблемы визуальной семиотики : журнал. — Томск, 2014. — № 2. — С. 11—25. — ISSN 2312-7899.
- Аванесов С. С. Визуально-практические аспекты языковой коммуникации // Идеи и идеалы : журнал. — Новосибирск: НГТУ, 2014. — Т. 1, № 1. — С. 91—100. — ISSN 2075-0862.
- Аванесов С. С. К онтологии человека // Идеи и идеалы : журнал. — Новосибирск: НГТУ, 2014. — Т. 1, № 4(22). — С. 51—61. — ISSN 2075-0862.
- Аванесов С. С. Отсутствующая сущность: 16 пространных тезисов о сути человеческого бытия // Человек : журнал. — Москва: «Наука», 2014. — № 6. — С. 127—134. — ISSN 0236-2007.
- Аванесов С. С. Философская «оптика» Гераклита // ΣΧΟΛΗ: Философское антиковедение и классическая традиция : журнал. — Новосибирск: НГУ, 2015. — Т. 9, вып. 1. — С. 193—210. — ISSN 1995-4328.
- Аванесов С. С. Предметная сфера и эпистемическая структура визуальной антропологии // ΠΡΑΞΗΜΑ. Проблемы визуальной семиотики : журнал. — Томск: Курсив, 2015. — № 1(3). — С. 11—20.
- Аванесов С. С. Визуально-антропологические коннотации в онтологии Парменида // ΣΧΟΛΗ: Философское антиковедение и классическая традиция : журнал. — Новосибирск: НГУ, 2015. — Т. 9, вып. 2. — С. 292—305. — ISSN 1995-4328.
- Аванесов С. С. Личность. Материалы к аналитическому словарю антропологии // Человек : журнал. — 2015. — № 6. — С. 74—82.
- Аванесов С. С. Человек здесь. А где антрополог? // Философские науки. — Гуманитарий, 2015. — № 3. — С. 134—137. — ISSN 0235-1188.
- Аванесов С. С. Гуманитарные науки: вчера, сегодня, завтра (Материалы круглого стола) // Человек. — Москва: Наука, 2015. — № 2. — С. 19—21. — ISSN 0236-2007.
- Аванесов С. С. Гуманитарные науки: вчера, сегодня, завтра. Круглый стол // Человек.RU : альманах. — Новосибирск: НГУЭУ, 2015. — № 10. — С. 15—27. — ISSN 2410-0935.
- Аванесов С. С. Антропологический тупик // Человек.RU : альманах. — Новосибирск: НГУЭУ, 2015. — № 10. — С. 33—45. — ISSN 2410-0935.
- Аванесов С. С., Спешилова Е. И. Рецензия на книгу Набоков В. В. Истинная жизнь Севастьяна Найта (Перевод с англ. Г. Барабтарло. СПб.: Азбука-Классика, 2008) // Человек.RU : альманах. — Новосибирск: НГУЭУ, 2015. — № 10. — С. 263—267. — ISSN 2410-0935. Архивировано 2 февраля 2017 года.
- Аванесов С. С. История изобразительного искусства как антропология и семиотика. Рецензия на книгу: Воскобойников О. С. Тысячелетнее царство (300–1300). Очерк христианской культуры Запада (Москва: "Новое литературное обозрение", 2014) // ΠΡΑΞΗΜΑ. Проблемы визуальной семиотики : журнал. — Томск: ТГПУ, 2015. — № 2(4). — С. 12—29. — ISSN 2312-7899.
- Аванесов С. С. Визуальные коннотации в семантике личности // ΠΡΑΞΗΜΑ. Проблемы визуальной семиотики : журнал. — Томск: ТГПУ, 2015. — № 3(5). — С. 28—53. — ISSN 2312-7899.
- Аванесов С. С. Визуально-коммуникативные функции сакральной архитектуры // Труды Томской духовной семинарии. — Томск, 2015. — Вып. 3. — С. 184—192. — ISSN 2312-7899.
- Аванесов С. С. Личность. Материалы к аналитическому словарю антропологии // Человек : журнал. — Москва: Наука, 2015. — № 6. — С. 74—82.
- Аванесов С. С. Забота о теле в контексте восточно-христианской антропологической программы // Мы все в заботе постоянной. Концепция заботы о себе в истории педагогики и культуры. Часть 2: Что-то ведёт нас в глубь самих себя. : Материалы Международной конференции памяти философа, социолога, психолога Г. В. Иванченко Иванченко (1965–2009). НИУ ВШЭ, Москва, 9–11 сентября 2015. — Москва: Канон+, 2015. — С. 88—98. — ISBN 978-5-4465-06-60-6. — ISSN 0236-2007.
- Аванесов С. С. Быть человеком и быть видимым. Ближайшие задачи изучения визуальных параметров человеческого существования // ΠΡΑΞΗΜΑ. Проблемы визуальной семиотики : журнал. — Томск: ТГПУ, 2015. — № 4(6). — С. 118—130. — ISSN 2312-7899.
- Аванесов С. С. Визуально-антропологические коннотации в онтологии Парменида (2) // ΣΧΟΛΗ: Философское антиковедение и классическая традиция : журнал. — Новосибирск: НГУ, 2016. — Т. 10, вып. 1. — С. 76—90. — ISSN 1995-4328.
- Аванесов С. С. Зрение и знание в философии Аристотеля // ΣΧΟΛΗ: Философское антиковедение и классическая традиция : журнал. — Новосибирск, 2016. — Т. 10, вып. 2. — С. 382—394. — ISSN 1995-4328.
- Аванесов С. С. Человек как сущее особого рода (недоступная ссылка — история) // Альманах "Человек.RU". — Новосибирск, 2016. — № 11. — С. 15—24. — ISSN 2410-0935.
- Аванесов С. С. в соавторстве. Как мы называем человека? К вопросу о терминологических границах антро-пологии. Материалы научного семинара (недоступная ссылка — история) // Альманах "Человек.RU". — Новосибирск, 2016. — № 11. — С. 263—309. — ISSN 2410-0935.
- Аванесов С. С. Одетый человек (К проблеме антропологической семиотики власти) // ΠΡΑΞΗΜΑ. Проблемы визуальной семиотики : журнал. — Томск, 2016. — № 1(7). — С. 34—46.
- Аванесов С. С. Сакральная топика русского города // ΠΡΑΞΗΜΑ. Проблемы визуальной семиотики : журнал. — Томск: ТГПУ, 2016. — № 1(7). — С. 71—114.
- Аванесов С. С. Сакральная топика русского города (2). Софийский собор: синтаксис и семантика // ΠΡΑΞΗΜΑ. Проблемы визуальной семиотики : журнал. — Томск: ТГПУ, 2016. — № 3(9). — С. 25—81.
- Аванесов С. С. Визуальная семиотика города: перспектива исследования городских текстов // ΠΡΑΞΗΜΑ. Проблемы визуальной семиотики : журнал. — Томск: ТГПУ, 2016. — № 4(10). — С. 9—22. — ISSN 2312-7899.
- Аванесов С. С. Город как сакрально-семиотическое пространство // Академическое исследование и концептуализация религии в XXI веке: тради-ции и новые вызовы. Сборник материалов Третьего конгресса российских ис-следователей религии (7–9.10.2016, Владимир, ВлГУ) : Труды конгресса. — Владимир: Аркаим, 2016. — Т. 6. — С. 151—152.
- Аванесов С. С. Антропология сегодня: коррекция базовых ориентиров // Построение неклассической антропологии. Новая онтология человека. — Новосибирск: Офсет-ТМ, 2016. — Т. 1. — С. 37—66.
- Аванесов С. С. Персонализм: от персоны к личности // Построение неклассической антропологии. Новая онтология человека. — Новосибирск: Офсет-ТМ, 2016. — Т. 1. — С. 265—273.
- Аванесов С. С. Визуально-антропологические коннотации в онтологии Парменида // Построение неклассической антропологии. Новая онтология человека. — Новосибирск: Офсет-ТМ, 2016. — Т. 1. — С. 298—317.
- Аванесов С. С. Синергийая антропология Сергея Хоружего // Построение неклассической антропологии. Новая онтология человека. — Новосибирск: Офсет-ТМ, 2016. — Т. 1. — С. 341—346.
- Аванесов С. С. Событие у М. М. Бахтина как происхождение сущего (недоступная ссылка — история) // Идеи и идеалы : журнал. — Новосибирск: НГТУ, 2017. — Т. 1, № 1(31). — С. 23—30. — ISSN 2075-0862. — doi:10.17212/2075-0862-2017-1.1-23-30.
- Аванесов С. С. Томск: визуальное конструирование локальных городских пространств // ΠΡΑΞΗΜΑ. Проблемы визуальной семиотики : журнал. — Томск: ТГПУ, 2017. — № 1(11). — С. 41—47. — ISSN 2312-7899. — doi:10.23951/2312-7899-2017-1-41-47.
- Аванесов С. С. К вопросу о «человеческой» онтологии: актуальность мысли М. М. Бахтина // Альманах "Человек. RU". — Новосибирск, 2017. — № 12. — С. 127—158. — ISSN 2410-0935.

на других языках
- Avanesov S. S. Itsemurha ja metafyysisen yksinaisyyden kokemus // Nuori voima. — Helsinki, 1994. — № 4. — С. 40—43.

### Электронные издания
- Аванесов С. С. Философия религии / CD. — Томск: Институт дистанционного образования ТГУ, 2003.

### Переводы
- Камю А. Actuelles / Перевод с фр. С. С. Аванесова // Интенциальность и текстуальность: Философская мысль Франции XX века. — Томск, 1998. — С. 194—202.

## Публицистика
- Нужна ли университету часовня? // Alma mater. — № 2434. — 26.12.2007